# Louisa Grace Bartolini
Louisa Grace Bartolini (nata Louisa Grace) (Bristol, 14 febbraio 1818 – Pistoia, 3 maggio 1865) è stata una poetessa e scrittrice britannica, ma italiana di adozione. Fu anche pittrice e musicista per diletto.

## Biografia

### La giovinezza
Louisa Grace nacque a Bristol in Gran Bretagna il 14 febbraio 1818. Era figlia di Sir William Grace, un facoltoso baronetto irlandese, appartenente ad una delle più nobili famiglie britanniche, che vantava anche lontane origini italiane. Per questo Sir William mantenne sempre vivo in famiglia il culto della cultura italiana e fece studiare l'italiano a tutti i suoi quattro figli (dei quali Louisa era la secondogenita e unica femmina).
Nel luglio 1828 la famiglia si trasferì a Sorèze nella regione della Francia meridionale dei Midi-Pirenei, probabilmente per far crescere la piccola Louisa, molto cagionevole di salute, in una località favorita dal clima mite.
Dal 1829 al 1839 Louisa studiò nel Collegio Dufrèsne di Sorèze, dove ricevette la formazione tipica di una fanciulla di buona famiglia nella prima metà del XIX secolo. Negli studi mostrò interesse e predisposizione per le arti figurative, per la musica e per la poesia, disegnando, componendo brani musicali e scrivendo versi già in giovanissima età.
Dimostrò l'inclinazione più spiccata per le discipline letterarie, con particolare preferenza per la cultura e la poesia italiana. Riguardo all'italiano ebbe come insegnante il senese Pellegrino Arrighi, che tra il 1834 e il 1839 la guidò in diversi soggiorni di studio in Toscana. Soggiornò preferibilmente a Livorno, Firenze e Siena e proprio a Siena Louisa conobbe, nel 1837, il padre cappuccino pistoiese Angelico Marini, patriota e seguace di Vincenzo Gioberti. Padre Angelico divenne il suo istitutore e rappresenterà una fra le figure centrali della sua vita.

### Il trasferimento in Italia
Dal maggio 1841 la Grace, che aveva ormai deciso di stabilirsi definitivamente in Italia, si trasferì a Pistoia, in una delle residenze del conte Niccolò Puccini, liberale e filantropo, animatore della vita culturale della città.
Louisa non si mosse più da Pistoia, se si eccettuano alcuni viaggi in Inghilterra per visitare i familiari. Iniziò a interessarsi di arte, letteratura e politica, e si inserì attivamente nell'ambiente culturale e politico pistoiese, divenendo una colta e amabile animatrice di salotti intellettuali.
Donna di vasta cultura, scrittrice in versi, oltre che pittrice, disegnatrice e musicista per diletto, fu amica di artisti e letterati non solo pistoiesi. In poesia avviò una produzione in cui, accanto a versi di argomento religioso e moralistico (chiaramente influenzati da padre Marini), spiccavano testi legati a tematiche patriottico-risorgimentali, comprensibili se riferiti all'ambiente liberale che lei frequentava.
Appartengono a questo periodo: i versi sciolti  A Carlo Botta, una composizione su Torquato Tasso e i versi Alla spada di Castruccio, tutti del 1845, i versi Alla sacra memoria de' martiri italiani del 1847 e un sonetto dedicato a Vincenzo Gioberti, del 1848.
Nel 1847 la Grace acquistò un palazzotto cinquecentesco in Via della Madonna 52, nel centro di Pistoia, e vi si trasferì. Il suo salotto diventò luogo d'incontro di patrioti ed intellettuali liberali pistoiesi nonché di personaggi di spicco dell'ambiente artistico pistoiese e fiorentino o ad essi collegati. Iniziò anche un'amicizia con il poeta Giosuè Carducci quando nel 1859 questi ottenne una cattedra di latino e greco al liceo Forteguerri di Pistoia. L'anno dopo Carducci lasciò la cattedra pistoiese per passare all'Università di Bologna e tra lui e Louisa si stabilì una corrispondenza epistolare (non fitta, ma ricca di consulenze culturali e di confidenze reciproche), che proseguì fino agli ultimi giorni di vita della donna.
Nel frattempo la Grace aveva cominciato a collaborare, con articoli di critica d'arte, a diversi periodici toscani, tra cui in primo luogo  La Rivista di Firenze, dal 1857 al 1859. Contemporaneamente aveva iniziato un'attività di traduzione di saggi e poesie di poeti inglesi e americani contemporanei.
Si divertiva sovente anche a dipingere, soprattutto copiando opere degli amici pittori.

### Gli ultimi anni
Nel 1860 la Grace sposò Francesco Bartolini, ingegnere e architetto pistoiese di notevole fama, di tredici anni più giovane di lei, già assiduo frequentatore del suo salotto dal 1854.
La coppia si stabilì nel palazzo di Via della Madonna, appena restaurato sotto la supervisione di Bartolini, che aveva seguito personalmente i lavori di restauro fin nei minimi particolari (interessanti a questo proposito il soffitto di una delle sale affrescato con il simbolo dell'Irlanda, in onore delle origini della moglie, e le iniziali della Grace forgiate nelle balaustre dei balconi in ferro battuto).

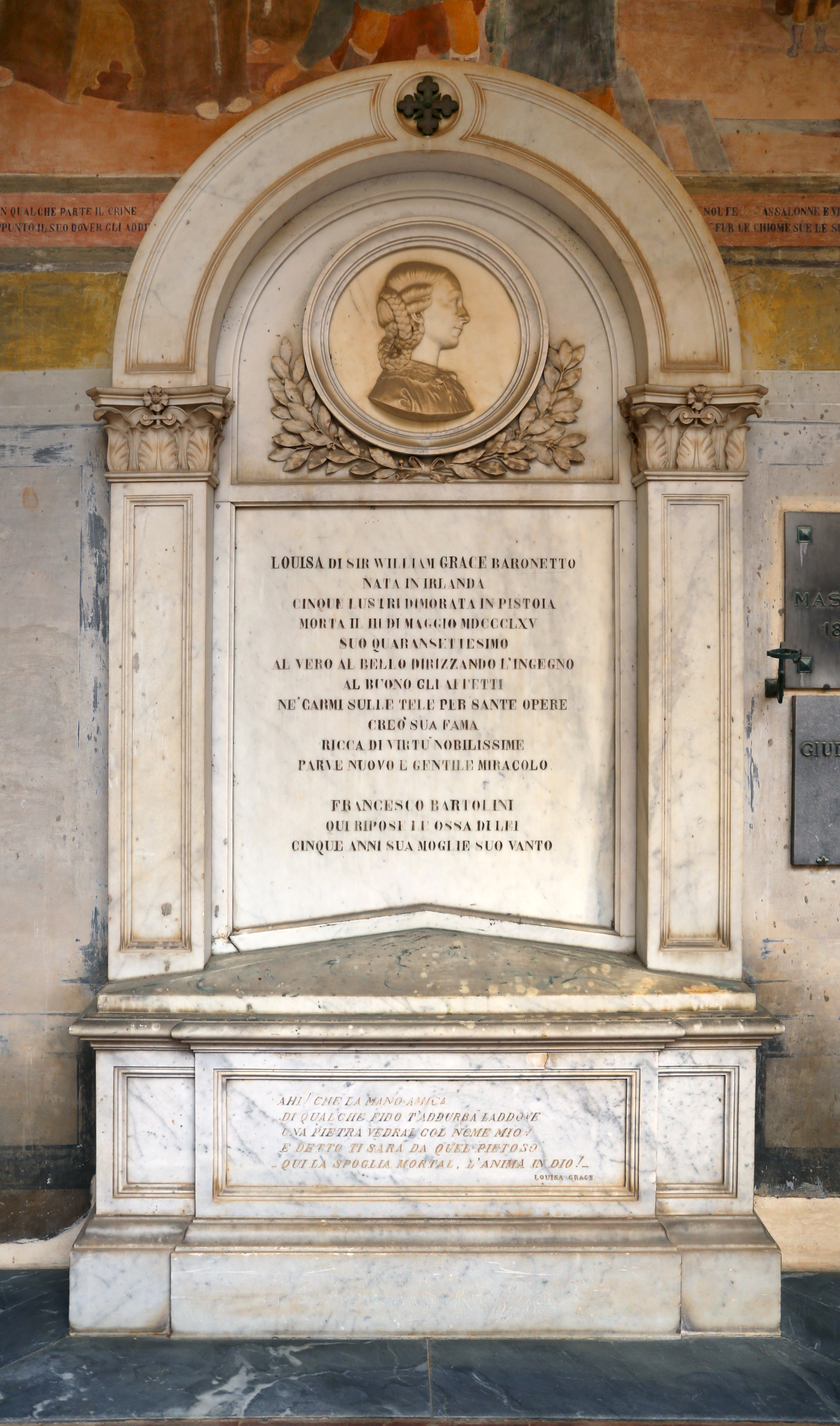
La tomba nel chiostro maggiore del convento di Giaccherino

Fu abbellito anche il giardino, che Louisa descriveva ricco di molli ombre e fiori odorosi.
Erano gli anni dell'unificazione italiana e Louisa intensificò l'impegno nelle composizioni di argomento storico-patriottico. Sono di quel periodo: l'inno All'Italia (celebrazione dell'impresa garibaldina), il canto A Garibaldi (scritto nel 1862) e le terzine Gloria postuma di Niccolò Machiavelli (composte in occasione delle onoranze a Machiavelli, promosse da Niccolò Puccini nel 1863).
Louisa rimase anche incinta ma, a causa della sua salute malferma, non portò a termine la gravidanza. Questo episodio infausto ebbe ripercussioni negative sia sul piano psicologico che su quello fisico e la sua salute andò progressivamente e rapidamente peggiorando.
Louisa Grace Bartolini morì a Pistoia il 3 maggio 1865 all'età di 47 anni. È sepolta nel chiostro del Convento del Giaccherino, poco fuori Pistoia.

## Eredità artistica letteraria
d'altre genti figliuola e d'altre età!»
(Giosuè Carducci, Levia gravia, Alla Louisa Grace Bartolini, vv. 17-18)

### Pubblicazioni postume
Per iniziativa del marito alcune opere di Louisa Grace Bartolini, o a lei dedicate, furono pubblicate postume:
- Prose e rime a ricordo di Louisa Grace Bartolini (Firenze 1866), cui Carducci partecipò con il canto Alla Louisa Grace Bartolini (composto nel 1861, poi inserito nella raccolta Levia Gravia, 1868)[10] e con il saggio Dell'ingegno e degli studi italiani di Louisa Grace Bartolini, stampato in appendice al volume. (miscellanea di poesie dedicate a Louisa Grace)
- Canti di Roma antica di T.B. Macaulay, Poesie sulla schiavitù e Frammenti di H.W. Longfellow tradotti in versi italiani da Louisa Grace Bartolini, con un'introduzione di Isidoro Del Lungo, Firenze 1869. (raccolta delle traduzioni poetiche, in gran parte inedite, della Grace)
- Rime e prose originali e tradotte di Louisa Grace Bartolini, Firenze 1870 (al volume è premesso, pp. I-LVII, il saggio di Carducci sulla Grace, rielaborato per l'occasione). (si tratta di una riedizione, con alcuni inediti, curata da R. Fornaciari,).[11]

### Fondo Grace Bartolini Louisa
Nel giugno 1913 le carte, i disegni e i dipinti ad olio di Louisa Grace furono donati dal marito alla Biblioteca Marucelliana di Firenze, presso la quale sono adesso custoditi in un apposito fondo (Fondo GBL / Fondo Grace Bartolini Louisa). I lavori di ordinamento e inventariazione di tale fondo sono terminati nel 1997.
Allo stesso tempo la casa di Via della Madonna a Pistoia e gli arredi in essa conservati sono stati sottoposti a vincolo per il loro interesse storico-artistico.